# ولادیسلاو دولبا
ولادیسلاو دولبا (زادهٔ ۱۹۲۰ در لهستان – † ۱۹۸۷ در کانادا) ایرانی‌پژوه لهستانی و اولین مترجم آثار رودکی به زبان لهستانی بود. او شرق‌شناسی را در دانشگاه یاگیلونیا خواند و در سال ۱۹۶۶ مدرک کارشناسی ارشد خود را در رشته ادبیات فارسی دریافت کرد. در سال‌های بعد به عنوان مدرس دانشگاه در آنجا مشغول به کار شد. از سال ۱۹۶۵ تا ۱۹۷۳ او سردبیر «انتشارات موسیقی لهستان» در کراکوف بود.